# Calophyllum trapezifolium
Calophyllum trapezifolium är en tvåhjärtbladig växtart som beskrevs av Thw.. Calophyllum trapezifolium ingår i släktet Calophyllum och familjen Calophyllaceae. Inga underarter finns listade i Catalogue of Life.